# Píldora antitusiva Takabb

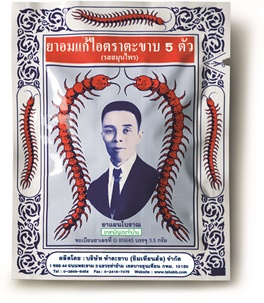
Empaque de takabb

La pastilla antitusiva Takabb (Takabb Anti-Cough Pill) es una pastilla para tratar la tos y tener bienestar en la garganta, se conoce en tailandés como Takabb Ha Tua ( ตะขาบ 5 ตัว, RTGS : Takhap Ha Tua ) que literalmente significa «cinco ciempiés». Es el producto principal de Hatakabb, una empresa tailandesa que fabrica medicamentos a base de hierbas chinas. 
La pastilla para la tos tiene un diseño de empaque distintivo que presenta el retrato del creador de la pastilla rodeado de cinco ciempiés. Aunque el logotipo muestra ciempiés, la píldora no tiene ciempiés entre sus ingredientes. Los ingredientes de la píldora son nueve hierbas chinas. 
La pastilla antitusiva Takabb se vende en casi todos los países de la ASEAN y es muy popular entre los turistas chinos, que suelen comprar grandes cantidades cuando visitan Tailandia y Hong Kong.

## Historia
El creador de la píldora, emigró de la provincia china de Fujian a Tailandia en 1917. Utilizando los conocimientos de medicina tradicional china que había adquirido en su juventud, inventó la píldora y la comenzó a vender en 1935 en las farmacias tailandesas. Después de dos décadas de esto, en 1953 abrió su propia farmacia, donde vendió la píldora y otras medicinas chinas.
Shen Shuishi, conocido en tailandés basado en la pronunciación Teochew como Jui-Sai Sae-Sim ( จุ้ยไซ แซ่ซิ้ม, RTGS: Chuisai Sae-Sim) nació en 1898 en Fujian, China. Su hogar ancestral fue el condado de Zhao'an en Fujian.   En su juventud adquirió una experiencia sustancial en medicina tradicional china y herbolaria china mientras ayudaba a un médico a preparar medicamentos.  
Escapando de una guerra que ocurría en China, Shen se mudó en 1917 con su familia al distrito de Bang Khla en Tailandia. Para ganarse la vida, trabajó como jardinero y se dedicó a la cría de aves de corral hasta que tuvo fondos suficientes para abrir una tienda de comestibles en el mercado flotante del distrito de Bang Khla. 
En 1935, Shen se mudó al barrio de Talat Noi, en Bangkok, continuó con su trabajo manual durante el día y dedicó las horas de la tarde y el tiempo libre a preparar medicinas a base de hierbas.  Inventó una fórmula de herbología china que aliviaría la tos. Shen les dio la medicina a sus vecinos y familiares y descubrió que les ayudó.  En un intento por sacar adelante a su familia, Shen quería ganar más dinero vendiendo medicamentos que llamó "pastillas contra la tos Sim Tien Hor".  Entregó los medicamentos que creó a las farmacias de Bangkok en la década de 1920.  
Cuando la Segunda Guerra Mundial llegó a Tailandia y los japoneses ocuparon Bangkok, Shen se mudó con su familia al distrito de Phra Pradaeng, creó la marca Cinco Ciempiés para los medicamentos y comenzó a vender la píldora antitusiva Takabb en Tailandia.    Durante más de dos décadas, vendió sus productos a farmacias tailandesas en visitas en las que cargaba bolsas que contenían los medicamentos.  Se mudó a la zona de Thonburi de Bangkok en 1953, cerca del santuario de Sae Sim, y estableció una farmacia que vendía medicinas chinas, incluidas las que él mismo producía. Cinco medicamentos de la marca Centipede incluían bálsamo y aquellos para tratar el dolor abdominal y el asma, pero según Manager Daily, el más conocido y exitoso era el producto para la garganta, Takabb Anti-Cough Pill. 
Después de la muerte de Shen, Nivat Simawara, su hijo mayor se convirtió en el jefe de la empresa. Simawara cerró la farmacia para establecer la empresa Hatakabb en 1973 para producir en masa medicamentos contra la tos para su venta. Dado que la píldora Takabb es comprada en gran medida por personas mayores, la segunda y tercera generación de liderazgo de la empresa familiar se centraron en ampliar el atractivo de la compañía a grupos demográficos más jóvenes. La pastilla es amarga y ennegrece la lengua del consumidor. A mediados de la década de 2000, la empresa comenzó a ofrecer nuevos sabores (menta, limoncillo y ciruela) para atraer a consumidores más jóvenes. Para promocionar la empresa entre los jóvenes, en 2019 firmó una asociación con una empresa de ropa para presentar su logotipo en prendas de estilo urbano. 
El diario The Manager explicó que otro cambio fue la renovación de sus productos para tener "un empaque con diseño elegante en forma de una caja de plástico delgada y colorida". El objetivo de los nuevos sabores y nuevos envases era ampliar la base de clientes a adolescentes y adultos jóvenes, ya que su base de clientes anterior estaba compuesta principalmente por adultos de mediana edad y mayores. En el pasado, sólo las farmacias vendían productos Hatakabb. Para ayudar a Hatakabb a llegar a nuevos clientes, a mediados de la década de 2000 sus productos comenzaron a estar disponibles para su compra en tiendas de conveniencia, gasolineras y supermercados. 
A mediados de la década de 2000, cuatro miembros de la tercera generación de la familia comenzaron a ayudar en la gestión del negocio.  La empresa contrató a miembros de la tercera generación de la familia en puestos de liderazgo: Paiboon Simawara (hijo de Niwat Simawara) para ser el gerente internacional y Metha Simavara (hijo de Suthep Simavara) para convertirse en el gerente de la fábrica.  Según una entrevista de 2014 con Metha Simavara, los ingresos de la empresa han crecido anualmente entre un 12% y un 17%.  Hatabb tuvo ingresos en 2014 de ฿ 300 millones ( US$ 9,284,994 ) y alrededor de 2018 ingresos de ฿500 millones (US$ 15,474,989 ).   De los ingresos de 2018, aproximadamente el 70% provino de exportaciones. Del 30% de los ingresos provenientes de compras internas, el 70% provino de compras de turistas. 
Hatakabb creó la empresa comercial llamada Hatakabb Trading (Tailandia) en 2015. Su objetivo era importar mercancías para venderlas a los tailandeses. Los dos productos principales que vende la empresa comercial son el yeso poroso de chile Capsicum, un tipo de parche para aliviar el dolor, y el ungüento a base de hierbas Yu Yee Oil. Después de colaborar con BIOTEC en la creación de un aerosol que trata la tos, Hatakabb comenzó a vender el aerosol en 2020.  Un objetivo central de la tercera generación de liderazgo es aumentar las ventas internacionales de los productos de la empresa.

## Aprobaciones
La pastilla antitusiva Takabb está registrada en la th de Tailandia como un producto herbario del tipo "medicamento tradicional chino".  Recibió marcas en 40 países y consiguió registros de medicamentos en 10 países.  El producto no ha recibido la aprobación de la Administración Nacional de Productos Médicos de China, que es responsable de la supervisión de medicamentos en el país,  y, como tal, la empresa no puede vender el producto directamente en China. 

## Diseño de empaque
TVBS afirmó que la pastilla antitusiva Takabb tiene un "empaquetado inolvidable" que está hecho para "robarse el espectáculo".  La fotografía característica de Shen aparece en el centro del envase del medicamento, que también tiene ilustraciones de cinco ciempiés.   La pastilla antitusiva Hatakabb se llama takabb ha tua, que literalmente significa "cinco ciempiés".  En el paquete, dos ciempiés flanquean el retrato de Shen a la izquierda y a la derecha, mientras que tres ciempiés están a la izquierda, a la derecha y en la parte superior del área exterior.
Hay dos razones por las que se eligieron los ciempiés para formar parte del logotipo de la marca de pastillas contra la tos. La primera es que el creador, Shen Shuishi, se inspiró en los numerosos ciempiés que vio en el distrito de Phra Pradaeng, al que se había mudado después del inicio de la Segunda Guerra Mundial.  Observó cómo los ciempiés corrían por las paredes de su casa para huir de una inundación .  La segunda es que el incidente inspiró a Shen a recordar, primero, que la medicina tradicional china tiene el dicho "combatir el veneno con veneno" para remediar las enfermedades de las personas y, segundo, que los ciempiés son venenosos.
El diseño inicial incluía dos ciempiés. El producto de otra empresa presentaba un ciempiés. Preocupado por que los clientes pudieran confundir los productos de las dos empresas, Shen rediseñó el empaque para tener cinco ciempiés colocados alrededor de un círculo.  En la numerología china, se cree que el número cinco es un número de la suerte.  Numerosos medicamentos falsificados en Tailandia presentan ciempiés en su logotipo, lo que induce a error a los clientes haciéndoles creer que están comprando la pastilla antitusiva Takabb. 

## Ventas internacionales
En la década de 2010, las ventas de la píldora antitusiva Takabb aumentaron considerablemente entre los clientes internacionales, especialmente entre los turistas chinos.  En 2019, el 30 por ciento de sus ventas provinieron de mercados de exportación, mientras que del 70 por ciento restante en ventas nacionales, alrededor del 40 por ciento provino de turistas que visitaron Tailandia.  Entre los productos herbales de larga tradición en Tailandia, los visitantes del este asiático consideran que la marca Five Centipedes es una de las más de moda.  La pastilla antitusiva Takabb se vende en casi todos los países de la ASEAN, así como en Hong Kong y Macao. Se vende en tiendas, supermercados y farmacias de Brunei.  Las tiendas de países europeos y norteamericanos, incluidos Canadá, Francia y Estados Unidos, han comprado las pastillas para la tos debido a la demanda de los inmigrantes chinos. 
La popularidad de la píldora en China se difundió principalmente de boca en boca.  Los usuarios de Internet chinos elogiaron la pastilla para la tos como una "medicina milagrosa para aliviar la tos" y una "medicina milagrosa de las celebridades de Internet", lo que la ha llevado a convertirse en un "artículo de compra obligada" para los turistas que visitan Tailandia y Hong Kong.  Es utilizado por numerosos cantantes chinos cuando tienen dolor de garganta, incluido un cantante del concurso de canto Singer . 

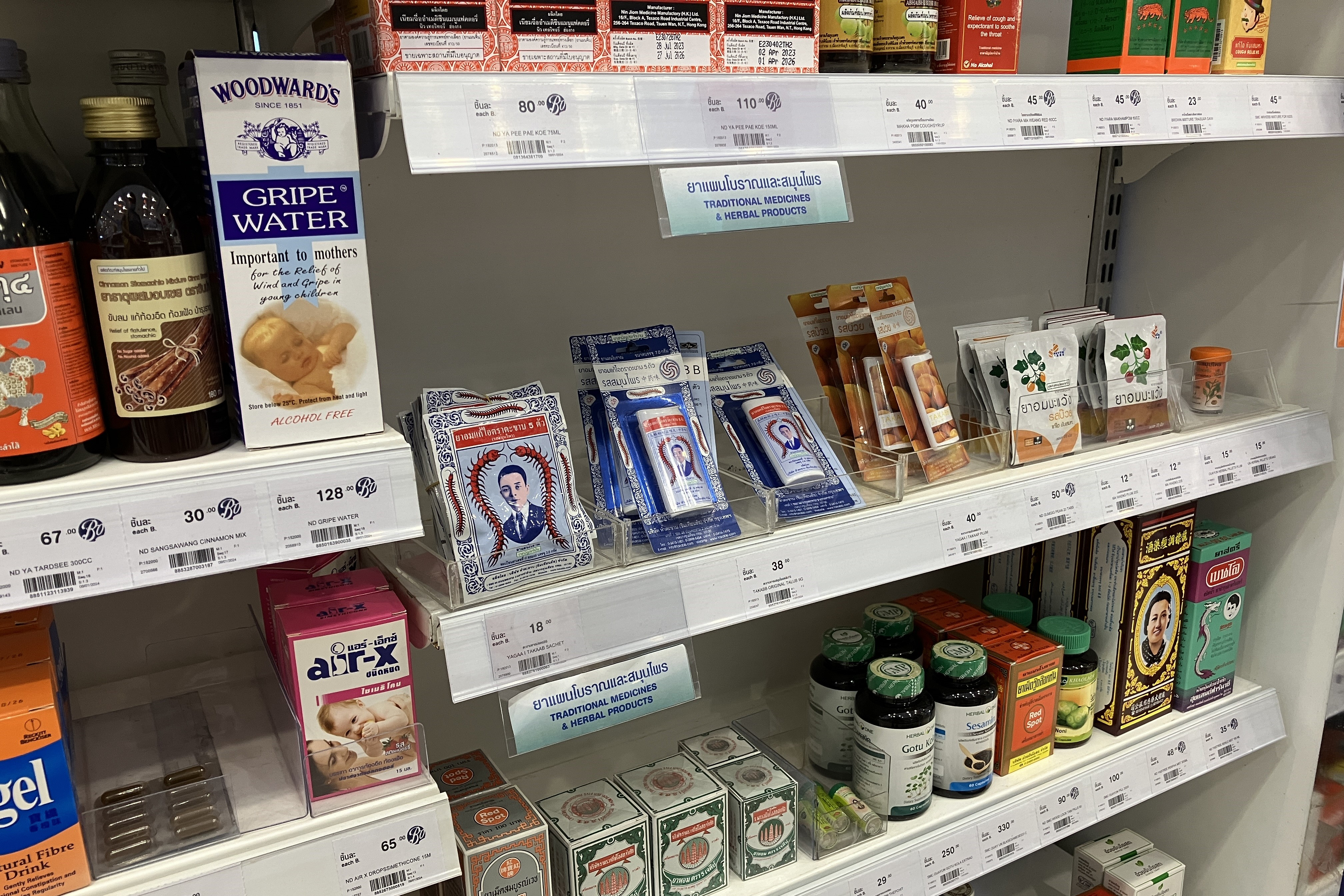
Pastillas antitusivas Takabb a la venta en el estante de medicamentos tradicionales y productos a base de hierbas de una farmacia tailandesa

Hatakabb se ha promocionado a través de las redes sociales.  Para comunicar sus valores, la empresa hizo una publicación con fotografías de los exámenes médicos anuales de los empleados junto con la declaración: "Siempre nos mantenemos saludables y creemos en el equilibrio entre el trabajo y la vida personal".  Otra publicación en las redes sociales parodia a la heroína Khun Yai Worranart (conocida como Granma Worranart) en la serie de televisión tailandesa Tayard Asoon (que significa "la heredera del demonio"). Para atacar a sus enemigos, les lanza ciempiés desde su boca.  También realizan concursos en redes sociales, los ganadores podrán pasar tres días de vacaciones en un hotel junto al mar.  Otro concurso que organizó la empresa: "Etiqueta a un amigo que a menudo sufre dolor de garganta para ganar un cojín con el logotipo de Takabb". 
En asociación con la empresa de ropa tailandesa Greyhound, Hatakabb imprimió en 2019 su diseño de empaque de producto "exclusivo" en los productos Greyhound en una selección llamada "Takabb x Greyhound".   Los productos vendidos incluían gorras, camisetas Aloha, camisetas y bolsas de mano .    Después de que la empresa textil comenzó a vender los 100 productos de la marca Hatakabb, se compraron todos ellos en menos de una hora. Según el director general de Hatakabb, Soonthon Simavara, Hatakabb sigue centrándose en la producción de medicamentos. La asociación, dijo, fue un intento de promocionar la empresa entre los jóvenes, quienes entre todos sus clientes representan sólo una pequeña fracción.  Kreetha Simawara, gerente de marketing de la empresa, creía que quizás debido al diseño del empaque en forma de ciempiés, los jóvenes consideraban que la marca "Five Centipedes" era "aterradora" y "pasada de moda". Esperaba que imprimir el logotipo del ciempiés en la elegante ropa de estilo urbano de Greyhound haría que los jóvenes no solo fueran menos reacios a su producto, sino que también se interesaran en él. 
Hatakabb formó una sociedad de un año con la empresa de bebidas Sappe  para crear la bebida "Sappe X Takabb".   La bebida contenía el "material herbario" de Takabb. Comenzaron a vender la bebida en junio de 2021. 

## Ingredientes
Entre sus ingredientes, la pastilla antitos Takabb tiene nueve hierbas chinas . Cada pastilla contiene 581,2 mg de árbol de agalla, 19,2 mg de semillas de albaricoque amargas, 19,2 mg de sello angular de Salomón, 12,8 mg de semillas de loto, 12,8 mg de helecho pata de ardilla, 12,8 mg de regaliz chino, 12,8 mg de canela china, 12,8 mg de planta fuente y 6,4 mg de zh-yue . 
La pastilla antitusiva Takabb es halal. No contiene azúcar.  A pesar de tener ciempiés en su envase, la pastilla para la tos no tiene ciempiés entre sus ingredientes.